# Dmitri Iossifowitsch Iwanowski

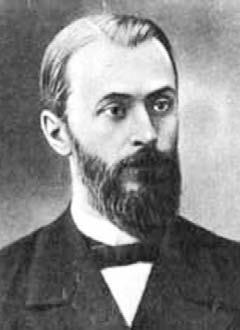
Dmitri Iwanowski (um 1910)

Dmitri Iossifowitsch Iwanowski (russisch Дмитрий Иосифович Ивановский; * 28. Oktoberjul. / 9. November 1864greg. in Nisi, heute in der Oblast Leningrad; † 20. April 1920 in Rostow am Don) war ein russischer Biologe und Begründer der modernen Virologie. 

## Leben
Iwanowski, ein Schüler Andrei Sergejewitsch Faminzyns, studierte bis 1888 an der Petersburger Universität Naturwissenschaften. 1890 wurde er Assistent am Botanischen Laboratorium der Petersburger Akademie der Wissenschaften. Von 1895 bis 1901 war er Privatdozent an der Petersburger, von 1901 bis 1915 Professor an der Warschauer und ab 1915 Professor an der Rostower Universität. 
1887 beschäftigte er sich erstmals mit der Mosaikkrankheit der Tabakpflanze. Der Biologe Adolf Mayer (1843–1942) hatte bereits im Jahre 1886 die infektiöse Natur der Mosaikkrankheit erkannt, konnte den Erreger jedoch nicht identifizieren. Um den Erreger dieser Pflanzenkrankheit zu charakterisieren, presste Iwanowski den infektiösen Pflanzensaft durch bakteriendichte Filter. Trotzdem blieb der Saft infektiös und seine Infektiosität wurde durch Verdünnung über mehrere Passagen infizierter Pflanzen nicht geringer. Daraus schloss er, dass es sich um ein im Lichtmikroskop nicht sichtbares, belebtes Agens handeln musste und kein verdünnbares Gift war. Er nannte den Erreger abwechselnd „Mikrobe“ oder „Virus“. Er hatte damit einen Erreger – das Tabakmosaikvirus – erstmals mit jenem Begriff eines Virus belegt, der noch heute Gültigkeit besitzt. Iwanowski gilt daher als Begründer der modernen Virologie.
Er veröffentlichte seine Daten 1892 in wenig beachteten wissenschaftlichen Zeitschriften in St. Petersburg und in Warschau. Iwanowskis Arbeiten wurden 1899 von Martinus Beijerinck (1851–1931) unabhängig bestätigt.

## Ehrungen

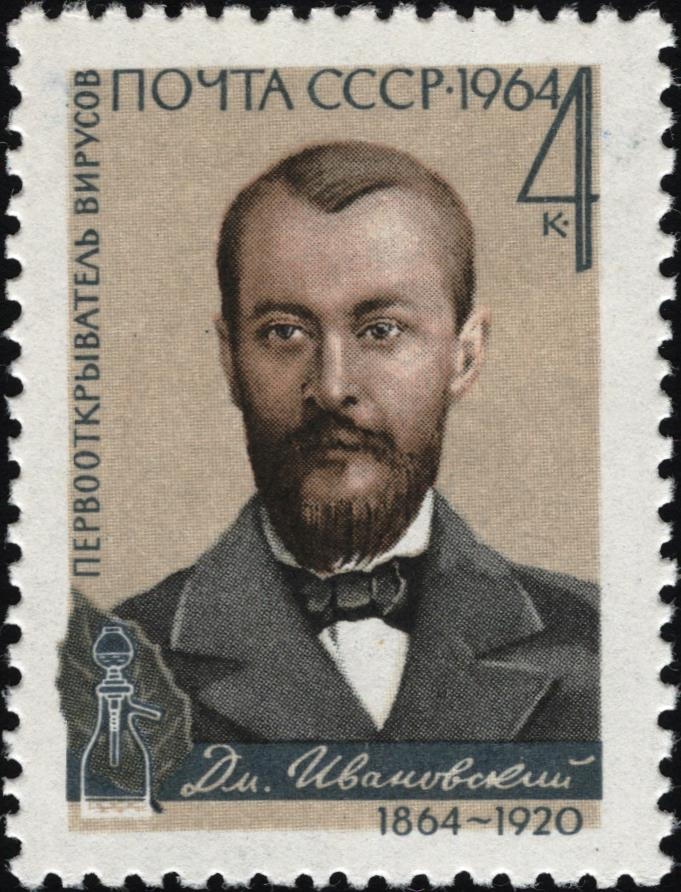
Sowjetische Briefmarke (1964).

- In Anerkennung seiner besonderen Verdienste um die Virologie wurde das Institut für Virologie der Akademie der Medizinischen Wissenschaften der UdSSR 1950 nach Iwanowski benannt. Zugleich wurde der Iwanowski-Preis der Akademie der Medizinischen Wissenschaften gestiftet, der alle drei Jahre für die beste wissenschaftliche Arbeit auf dem Gebiet der Virologie vergeben wird.[1]
- Die Sowjetische Post gab am 31. Oktober 1964 anlässlich des 100. Geburtstages von Iwanowski eine Sondermarke heraus.

## Werke
- D. I. Ivanovskij: O dvuch boleznjach tabaka. Tabacnaja pepliza. Mozatcnaja bolezn´ tabaka. Sel`skoje chozaistvo i lesovodstvo St. Petersburg (1892) 169: S. 104–121
- D. I. Ivanovskij: Über die Mosaikkrankheit der Tabakpflanze. Zeitschrift für Pflanzenkrankheiten (1903) 13,1: S. 1–41